# Джерело № 4 (Річка)
Джерело № 4 — гідрологічна пам'ятка природи місцевого значення. Об'єкт розташований на території Міжгірського району Закарпатської області, с. Річка, урочище Крим'ян.
Площа — 0,3 га, статус отриманий у 1984 році (Рішення Закарпатського облвиконкому від 23.10.1984 р. № 253).
Охороняється джерело вуглекислої, гідрокарбонатно-кальцієвої води. Загальна мінералізація - 1,5 г/л. Використовується для лікування захворювань органів травлення.